# روبرت أدلر
روبرت أدلر (4 ديسمبر 1913 - 12 فبراير 2007) هو مخترع نمساوي أمريكي حصل على العديد من براءات الاختراع.

## نشأته وتعليمه
ولد في فيينا عام 1913، ابن للطبيب نيي هزمارك والمنظرة الاجتماعية ماكس أدلر، حصل على درجة الدكتوراة في الفيزياء من جامعة فيينا في عام 1931. وبعد ضمألمانيا النازية للنمسا كان على أدلر مغادرة البلاد كونه يهوديًا.غادر البلاد وانتقل لبلجيكا في البداية وبعدها إلى إنجلترا، وبعد ذلك عمل بنصيحة زميلٍ زميل وسافر إلى الولايات المتحدة، بعدها بدأ العمل في زينيث للإلكترونيات في قسم الأبحاث وحاز على 58 براءة اختراع.

## وفاته
توفي روبرت أدلر في دار للتمريض في بويسي بسبب قصور للقلب في سن 93 عامًا.